# Группа «Строго левые»
Неуклонно Левые (англ. Straight Left) — название политической группы в Британии и левой газеты.
Неуклонно Левые были политической группой, состоявшей из тех членов Коммунистической партии Великобритании, которые были не согласны с политикой руководства партии. Также назывался ежемесячный журнал, который издавала эта группа. Хотя истоки этой группировки внутри Компартии Великобритании (КПВ) восходят к более раннему времени, сама она организовалась под этим названием в 1977 году.
Главным идеологом этой группировки был Фергус Николсон, который до этого работал организатором КПВ в студенческой среде. В отличие от руководства партии, эта группировка поддерживала советское вмешательство в Чехословакии и Афганистане. Они также считали, что партия должна сконцентрировать свою работу в профсоюзах, а не в социальных движениях таких как феминизм и экология.
Так как устав КПВ запрещал формирование фракций, Неуклонно Левые (СЛ) действовали тайно. Члены группы поддерживали деятельность организации существенными ежемесячными денежными взносами, что помогало финансировать образовательные собрания группировки, которые часто проводились под видом выезда на природу по выходным дням. Собрания организации не объявлялись публично, и авторы в газете «Straight Left» и их теоретическом журнале «Коммунист» подписывались псевдонимами, как например это делал Николсон, чей авторский псевдоним был «Гарри Стил» (Harry Steel). Фракция «Неуклонно Левые» также издавала анонимные бюллетени, для того, чтобы повлиять на съезды КПВ, которые выходили обычно под заголовком «Правда съезда».
Эта фракция также издавала внутрипартийную оппозиционную брошюру под названием «Кризис в нашей коммунистической партии — причина, следствие и лечение», которая распространялась по всей стране под другим названием. Инициатором этого издания был (скорее всего в сотрудничестве с другими лидерами группировки) ветеран шахтерского и коммунистического движения Чарли Вудз (Charlie Woods), который был исключен из КПВ за то, что подписался в этом издании своим настоящим именем.
Чарли Вудз, который был организатором КПВ на севере Англии в конце 1930-х годов, был наиболее старшим связующим звеном фракции с тем периодом деятельности КПВ, когда она действовала таким образом, к которому фракция «Строго Левые» надеялась вернуть компартию.
Значительное числа членов группировки «Строго Левые» развивали близкую личную дружбу с членами братских коммунистических партий, в частности иранской компартии («Туде»), иракской, южно-африканской компартий и Компартии Греции, представители которых были хорошо организованы в большинстве британских университетских городков. Многие сторонники «Строго Левых» считали, что стиль деятельности и организации этих партий был гораздо более эффективным, чем у КПВ в тот период времени, и следовательно, они хотели вывести КПВ из того жалкого положения, которое она занимала внутри международного коммунистического движения, и привести её на позиции схожие с вышеуказанными высоко эффективными и высоко дисциплинированными, и пользующихся гораздо более высоким уровнем поддержки в своих странах, братскими компартиями.
Они хотели, чтобы Компартия Великобритании вернулась на более просоветскую позицию, чтобы она стала более требовательной к активности своих членов, сфокусировала внимание на организации рабочего класса, также как и делала упор на марксистско-ленинском образовании в своих организациях на местах.
Фракция вовлекала членов из КПВ и требовала от своих активистов высокой степени деятельности. Группировка рассматривалась как успешная в деле вербовки молодых членов внутри Компартии Великобритании, особенно в 1980-е годы, на пике экономического кризиса и кошмаров тэтчеризма, что заставляло все большее число активистов компартии подвергать сомнению союз евро-коммунистов и центристов, которые все больше концентрировались на работе не в области традиционной классовой борьбы, а на новых социальных движениях, таких как феминистское или экологическое движение. Борьба группировки с руководством Компартии Великобритании отнимала очень много времени у её активистов, и многие из них были исключены из партии в этот период.
Хотя и группировка являлась фракцией внутри Компартии Великобритании, у неё также были сторонники внутри Лейбористской Партии. В марте 1979 года началась издаваться ежемесячная газета «Неуклонно Левые», которая, как заявлялось, была «внепартийной, не сектантской публикацией левых, преданная делу единства рабочего класса и классовой сознательности». Газета редактировалась Майком Томазоу(Mike Toumazou), а бизнес-менеджер был Сеамус Милн (Seamus Milne). Френк Свифт был ответственен за финансовое обеспечение, а редакционный совет состоял из Рея Бактона (Ray Buckton), Билла Кейса (Bill Keys), Джеймса Ламонда (James Lamond), Джима Лайзелла (Jim Layzell), Алфи Басса (Alfie Bass), Билла Мейнарда (Bill Maynard), Алана Саппера (Alan Sapper), Гордона Шаффера (Gordon Schaffer) и Вильяма Вильсона (William Wilson).
Сторонники «Неуклонно Левых» решили оставаться в КПВ, когда схожие фракции откололись от партии, чтобы образовать Новую Коммунистическую Партию Британии (НКПБ) в 1977 году и Коммунистическую Партию Британии (КПБ) в 1988 году. Некоторые видные активисты, такие как Эндрю Мюррей (Andrew Murray) и Ник Шайт (Nick Shite) организовали группу, которая называлась «Коммунистическая связь» после роспуска КПВ в 1991 году, которая публиковала информационный бюллетень под названием «Диамат» (Диалектический Материализм), но позже эта группа распустилась и большинство из них, включая Шайта и Мюррея вступили в Компартию Британии (КПБ). Другие, в частности, Фергус Николсон, решили не вступать ни в какую партию.
Журнал «Строго Левые» (Straight Left) все ещё издается Николсоном и его сторонниками и они организовывают множество ежегодных конференций.
Группа, которая была близка к изначальному руководству «Straight Left», а именно братья Ноай и Кальвин Такеры, продолжают политические традиции группы, публикуя электронный журнал под названием «Социализм 21-го века».